# 江原道 (朝鮮八道)
江原道（カンウォンド、こうげんどう）は李氏朝鮮の行政区画、朝鮮八道の一つ。現在の大韓民国（南）の江原特別自治道と朝鮮民主主義人民共和国（北）の江原道、そして韓国の慶尚北道の蔚珍郡を合わせた地域。現在は韓国側にある江陵と原州から頭文字を取って命名された。関東（クァンドン）地方とも呼ばれる。
北を咸鏡道に、西を黄海道と京畿道に、南を忠清道と慶尚道に接する。東は、日本海に面している。
李氏朝鮮初期に設置されたが、険しい山脈によって交通が妨げられたので、道名の由来となった原州と江陵が、それぞれ西と東の中心地として発展した。

## 「経国大典」による道内地方区分

### 大都護府（長官：大都護府使）
- 江陵大都護府

### 牧（長官：牧使）
- 原州牧

### 都護府（長官：都護府使）
- 淮陽都護府、襄陽都護府、春川都護府、鉄原都護府、三陟都護府

### 郡（長官：郡守）
- 平海郡、通川郡、旌善郡、高城郡、杆城郡、寧越郡、平昌郡

### 県（長官：県令）
- 金城県、蔚珍県、歙谷県

### 県（長官：県監）
- 伊川県、平康県、金化県、狼川県、洪川県、楊口県、麟蹄県、横城県、安峡県

## 出身有名人
- 李承薫（朝鮮人初のキリスト教徒）
- 李珥（学者）